# Jules-Clément Chaplain
Jules-Clément Chaplain, född 12 juli 1839, död 13 juli 1909, var en fransk medaljgravör.
Chaplain var en av förgrundsmännen inom 1900-talets franska medaljkonst, och har i renässansstil utfört en mängd plaketter och liknande, varav en samling finns i Glyptoteket i Köpenhamn.